# Tococladidae
Tococladidae (лат.) — семейство вымерших насекомых из отряда Hypoperlida. Обнаружены в ископаемых отложениях пермского периода Евразии (Россия и Франция) и Северной Америки (США).

## Описание
Средних и мелких размеров крылатые насекомые (1—2 см). Имели грызущие ротовые органы и удлинённые мандибулы. Ноги тонкие бегательные. В переднем крыле жилка SС заканчивается развилкой на C и R.

## Систематика
Семейство было впервые выделено в 1966 году американским палеонтологом Фрэнком Карпентером. Систематическое положение семейства Tococladidae дискуссионно и его разные авторы относили к разным отрядам: Protorthoptera (Carpenter, 1966; 1992), Hypoperlida (Rasnitsyn, 2002), Archaeorthoptera (Béthoux et al., 2002, 2003 2007), или к отряду Cnemidolestodea (Coty et al., 2014; Prokop et al., 2015). Три рода, ранее относимые к Tococladidae в 2020 году были перенесены в другие семейства: Heteroptilon Carpenter, 1976, Nugonioneura Tillyard, 1937 и Opistocladus Carpenter, 1976 отнесены к семействам Tylliardembiidae, Nugonioneuridae и Parmapteridae, соответственно (все из отряда Cnemidolestida).
В семейство включают 2 вымерших рода. 
- Tococladus Carpenter, 1966 (Россия, США, Франция)
  - Tshekardocladus garrici Béthoux, Nel, Galtier, Lapeyrie et Gand, 2003 (Лодев, Франция, Эро, бассейн Лодев; средняя пермь)[6]
  - Tococladus rallus Carpenter, 1966 (Канзас, США)
  - Tshekardocladus similis Novokshonov, 1999 (Чекарда, Россия, Пермский край; нижняя пермь)
- Tshekardocladus Rasnitsyn et Aristov, 2015 (Чекарда, Россия, Пермский край; нижняя пермь)[7]
  - Tshekardocladus sparsus Aristov et Rasnitsyn, 2015